# Estadio Inca Garcilaso de la Vega
Estadio Inca Garcilaso de la Vega – stadion piłkarski w Cuzco, w Peru. Został otwarty w 1950 roku i pierwotnie jego pojemność wynosiła 22 000 widzów. W 2004 roku przeszedł wartą 1 720 000 $ rozbudowę, dzięki której jego pojemność wzrosła do 42 056 widzów. Na obiekcie swoje spotkania rozgrywają drużyny Cienciano Cuzco oraz Club Deportivo Garcilaso. Na stadionie rozegrano także mecz o 3. miejsce turnieju Copa América 2004 (Urugwaj pokonał w nim Kolumbię 2:1).